# Epidemia florus
Epidemia florus är en fjärilsart som beskrevs av Edwards 1884. Epidemia florus ingår i släktet Epidemia och familjen juvelvingar. Inga underarter finns listade i Catalogue of Life.